# Насыщенный пар

Испарение и конденсация на границе раздела пар-жидкость. При насыщении пара установлено динамическое равновесие между конденсацией и испарением, при этом в среднем число молекул, влетающих в жидкость, равно числу молекул вылетающих из жидкость в единицу времени.

Насы́щенный пар — это пар, находящийся в динамическом равновесии с жидкостью или твёрдым телом того же состава в закрытой системе.
Насыщенный водяной пар над водой (льдом) — водяной пар, находящийся в динамическом равновесии с плоской поверхностью жидкой воды или льда в чистом виде или в составе влажного газа.
Давление (называемое также упругостью) насыщенного пара связано определённой для данного вещества зависимостью от температуры. Когда внешнее давление падает ниже давления насыщенного пара, происходит испарение (кипение) жидкости или возгонка твёрдого вещества; когда оно выше — напротив, конденсация или десублимация. Для воды и многих других веществ, имеющих твердую фазу, существует значительная разница в давлении насыщенных паров над поверхностью жидкости и твердой фазы.
В таблице приведены значения давления насыщенного пара для некоторых веществ:
| Вещество                  | Давление насыщенного пара, мм рт. ст. (при 20 °C) |
| ------------------------- | ------------------------------------------------- |
| Ртуть                     | 0,0013                                            |
| Вода                      | 17,36                                             |
| Хлороформ                 | 160,5                                             |
| Сероуглерод               | 198,0                                             |
| Диэтиловый эфир           | 442,4                                             |
| Сернистая кислота (H2SO3) | 2162 (2,84 атм)                                   |
| Хлор                      | 5798 (7,63 атм)                                   |
| Аммиак                    | 6384 (8,4 атм)                                    |
| Углекислый газ            | 44 688 (58,8 атм)                                 |

## Давление насыщенного пара над искривлённой поверхностью раздела фаз
Над искривлённой поверхностью раздела фаз давление насыщенного пара отличается от давления насыщенного пара над плоской поверхностью, причём это отличие тем больше, чем меньше главные радиусы кривизны. Эти отклонения описываются уравнением Кельвина. Например, давление вокруг сферических капелек жидкости тем больше, чем меньше капельки, поэтому мелкие капельки испаряются быстрее, происходит перенос вещества к крупным каплям и в водяном тумане происходит постепенное укрупнение капель.
Этим же объясняется квазистационарное состояние пересыщенного пара или перегретой жидкости без конденсации или кипения, где возникновении мелких капель или пузырьков пара затруднено без центров конденсации или кипения — твёрдых частиц, ионов.